# Floirac (Charente-Maritime)
Floirac é uma comuna francesa localizada no departamento de Charente-Maritime na região administrativa da Nova Aquitânia, no sudoeste da França.  Em 1 de janeiro de 2018, incorporou ao seu território a antiga comuna de Saint-Romain-sur-Gironde.